# Seznam judovskih filozofov
Seznam judovskih filozofov. Seznam .

## A
- Izak Abravanel, 1437-1508, Portugalska
- Uriel Acosta, 1585-1640, Portugalska
- Izak Albalag, 13. stoletje, Španija
- Jožef Albo, 1380–1444, Španija
- Günther Anders, 1902-1992, Nemčija
- Hannah Arendt, 1906-1975, Nemčija, ZDA
- Azriel ben Menahem, 1160-1238, Španija

## B
- Jedaiah ben Abraham Bedersi, 1270-1340, Francija
- Henri Bergson, 1859–1941, Francija
- Martin Buber, 1878-1965, Avstrija, Izrael

## C
- Jožef Ibn-Cadik, 12. stol., Španija
- Ernst Cassirer, 1874-1945, Nemčija, ZDA

## D
- Abraham Ibn-Daud [Avendauth], 1110-1180, Španija
- Josip Salomon Delmedigo, 1591-1655, Italija
- Sabataj Donolo [Shabbethai Donnolo], 913–982, Italija
- Dunaš Ibn-Tamim, 10. stoletje, severna Afrika
- Simon ben Cemah Duran, 1361-1444, Španija

## E
- Elija iz Mediga [Elija Delmedigo], 1458-1493, Italija, Grčija
- Abraham Ibn-Ezra [Abenezra], 1092–1167, Španija
- Mojzes Ibn-Ezra, 1055-1138, Španija

## F
- Šemtov ben Falkera, 1225 – 1290, Španija
- Filon iz Aleksandrije, 20. pr. n. št. - 40
- Flavij Jožef, [Flavius Josephus], 37-100,
- Erich Fromm, 1900-1980, Nemčija, Švica

## G
- Solomon Ibn-Gabirol [Avicebron], 1021-1058, Španija
- Levi ben Gerson [Gersonides], 1288-1344, Francija

## H
- Juda Halevi, 1085-1140, Španija
- Moses Hess, 1812-1875, Nemčija
- Hasdaj Kreskas, 1340-1410, Španija
- Abraham Hija, 1070-1136, Španija
- Hilel ben Samuel, 1220–1295, Italija
- Max Horkheimer, 1895-1973, Nemčija, ZDA
- Edmund Husserl, 1859-1938, Nemčija

## I
- Izak Izraeli ben Solomon, 832-932, Egipt

## K
- Said Ibn-Kamuna, 13. stol., Irak
- Alexandre Koyré, 1892-1964, Rusija, Francija

## L
- Claude Lévi-Strauss, 1908-2009, Francija
- Izak Lurija, 1572-1534, Palestina
- Rosa Luxemburg, 1871-1919, Nemčija
- Mojzes Hajim Luzzato, 1707-1746, Italija

## M
- Salomon Maimon, 1753-1800, Nemčija, Poljska
- Abraham ben Majmon, 1186-1237, Španija
- Mojzes ben Majmon [Maimonides], 1135-1204, Španija
- Herbert Marcuse, 1898-1979, Nemčija, ZDA
- Karl Marx, 1818-1883, Nemčija, Anglija
- Emanuel Mendez da Costa, 1717-1791, Anglija
- Juda Meser Leon, 1420–1498, Italija
- David Al-Mokamec [Daud al-Muqammas], 10. stol., Sirija
- Mojzes iz Leona, 14. stol., Španija
- Mojzes iz Narbonne, 14. stol., Španija
- Salomon Munk, 1803-1867, Nemčija, Francija

## N
- Mojzes ben Nahman [Nachmanides], 1194-1270, Španija

## P
- Bahja ben Jožef ibn Pakuda, 11.stol, Španija
- Profiat Duran, 1350-1415, Španija

## S
- Sadja ben Jožef, 882-942, Egipt
- Max Scheler, 1874-1928, Nemčija
- Baruch Spinoza, 1632-1677, Nizozemska
- Leo Strauss, 1899-1973, Nemčija, ZDA

## T
- Juda ben Mojzes Ibn-Tibon, 14. stol., Francija
- Juda ben Saul Ibn-Tibon, 1120-1190, Francija
- Mojzes Ibn-Tibon, 13. stol, Francija
- Samuel Ibn-Tibon, 1150-1230, Francija

## V
- Hajim ben Jožef Vital, 1543-1620, Italija, Palestina

- anonimni avtor Knjige modrosti, od 60 pr. n. št. do 30.